# 三苯基氯化锗
三苯基氯化锗是有机锗化合物，化学式 (C6H5)3GeCl。

## 制备
三苯基氯化锗可以由四苯基锗和四氯化锗在三氯化铝存在下反应而成。

## 性质
三苯基氯化锗是白色固体。

## 反应
它和锌粉在乙醇中反应，可以得到三苯基氢化锗。